# Gmina Brzuze
Die Gmina Brzuze ist eine Landgemeinde im Powiat Rypiński der Woiwodschaft Kujawien-Pommern in Polen. Ihr Sitz ist das gleichnamige Dorf.

## Gliederung
Zur Landgemeinde Brzuze gehören 17 Dörfer mit einem Schulzenamt (sołectwo).
| - Brzuze - Dobre - Giżynek - Gulbiny - Kleszczyn - Łączonek | - Marianowo - Okonin - Ostrowite - Piskorczyn - Przyrowa-Mościska - Radzynek | - Somsiory - Trąbin-Rumunki - Trąbin-Wieś - Ugoszcz - Żałe |

Weitere Ortschaften der Gemeinde sind Duszoty, Krystianowo und Julianowo.